# Brómbenzol
A brómbenzol (C6H5Br) szerves vegyület, átlátszó, világossárga színű folyadék, a benzol brómozott származéka. Maga a név az egy brómatomot tartalmazó vegyületre utal, de tágabb értelemben a brómbenzolok névvel a több brómatomot tartalmazó benzolszármazékok csoportjára is hivatkoznak.

## Előállítása
Benzolhoz brómot adva aromás elektrofil szubsztitúciós reakcióban brómbenzol keletkezik:
{\displaystyle \mathrm {C_{6}H_{6}+Br_{2}\longrightarrow C_{6}H_{5}Br+HBr} }
A reakció Lewis-sav katalizátor (például FeBr3) jelenlétében megy végbe.

## Felhasználása
A brómbenzol felhasználható a megfelelő Grignard-reagens, a fenil-magnézium-bromid előállítására, melyet sokféleképpen tovább lehet alakítani, például szén-dioxiddal reagáltatva benzoesav készíthető. A brómbenzolt gyógyszerek előállításában használják.

## Gyógyszertan
Mérgező anyag, belélegezve, lenyelve vagy bőrön át felszívódva máj- és idegrendszeri károsodást okozhat.

## Fordítás
Ez a szócikk részben vagy egészben a Bromobenzene című angol Wikipédia-szócikk ezen változatának fordításán alapul.  Az eredeti cikk szerkesztőit annak laptörténete sorolja fel. Ez a jelzés csupán a megfogalmazás eredetét és a szerzői jogokat jelzi, nem szolgál a cikkben szereplő információk forrásmegjelöléseként.